# Jonas Warnerbring
Jonas Mikael Warnerbring, född 20 september 1957, död 22 juni 2022, var en svensk sångare och låtskrivare. Han var son till Östen Warnerbring.  
Jonas Warnerbring började i de unga tonåren som sångare och flöjtist i bluesrockbandet Nederlaget från Skåne. Han lämnade senare bandet för studier i Stockholm och gick så småningom med i det progressiva rockbandet Råg i ryggen efter att han blivit upptäckt på en talangjakt. I slutet av 1970-talet inledde han ett samarbete med gitarristen Gunnar Nilsson, med vilken han senare bildade poprockgruppen Spray. 
1981 blev Warnerbring producent till nya artister på det svenska skivbolaget Polar Music. Han bildade tillsammans med Anders Åström duon Can-Can, inspirerad av det dåtida brittiska new wave- och synthpopgruppen The Buggles. De släppte singeln Playing Girls. Warnerbring satsade även på en solokarriär. Han släppte sin första solosingel Mera rysare på TV 1982. Året därpå släppte han sitt album Jonas Warnerbring, och även en svenskspråkig cover version av Peter Schillings Major Tom på skivbolaget Europa Film. 
1985 gav Warnerbring ut singeln The Heat is Killing Me på det holländska discoskivbolaget Friends Records. Singeln producerades av musikern och ljudteknikern Paris Edvinsson, som Warnerbring hade träffat under Polar-tiden. 1987 började Warnerbring att skriva låtar med Edvinsson, som bland annat arbetat med Agnetha Fältskogs soloskiva Eyes of a Woman. Warnerbring och Edvinsson startade bandet French Revolution, och debutsingeln The Light From Fantasia hamnade på topplistan i musikprogrammet Tracks på Sveriges Radio, och kom med i musikprogrammet Listan på Sveriges television 1987. Björn J:son Lindh spelade flöjt på singelhiten. Året därpå gav bandet ut albumet Fantasia samt singlarna Alien Too (Fallin'), This Is Not The End och Hurricane, samtliga på skivbolaget Virgin. På Fantasia medverkade även sångarna Peter Wivstam och Vicki Benckert. Det blev bara ett album med French Revolution, som förblev ett studio projekt.
Warnerbring skrev sedan låten Det är kärlek till Siw Malmkvist som var med i Melodifestivalen 1988. Han skrev även låtar till artister som Troll, Erika, Jan Johansen och Jill Johnson. Warnerbring fortsatte att arbeta som talangscout, musikförläggare, marknadsförare, webbdesigner och skribent.